# Román férfi vízilabda-bajnokság (első osztály)
A román férfi vízilabda-bajnokság a Román Vízilabda-szövetség által szervezett vízilabda-versenysorozat, mely 1928 óta évente kerül megrendezésre (az első évben városi válogatottak indultak).
A bajnokságban nyolc csapat vesz részt. Jelenlegi címvédő a CSM Oradea.

## Az eddigi bajnokságok
| Év   | Első                    | Második                      | Harmadik                                   |
| ---- | ----------------------- | ---------------------------- | ------------------------------------------ |
| 1928 | Oradea                  | Cluj                         | —                                          |
| 1929 | Universitatea Cluj      | CS Târgu Mureș               | —                                          |
| 1930 | Universitatea Cluj      | TCR București                | —                                          |
| 1931 | Universitatea Cluj      | Sportul Studențesc București | CS Oradea                                  |
| 1932 | Universitatea Cluj      | CS Târgu Mureș               | Sportul Studențesc București TCR București |
| 1933 | CS Târgu Mureș          | ILSA Timișoara               | PTT București CFR București                |
| 1934 | CFR București           | Universitatea Cluj           | ILSA Timișoara CS Târgu Mureș              |
| 1935 | CFR București           | CS Târgu Mureș               | Liga Navală București ILSA Timișoara       |
| 1936 | CS Târgu Mureș          | ILSA Timișoara               | CA Oradea                                  |
| 1937 | —                       |                              |                                            |
| 1938 | Viforul Dacia București | CS Târgu Mureș               | SG Armin Sibiu                             |
| 1939 | Viforul Dacia București | ILSA Timișoara               | CA Cluj                                    |
| 1940 | CFR București           | ILSA Timișoara               | Universitatea Cluj                         |
| 1941 | —                       |                              |                                            |
| 1942 | —                       |                              |                                            |
| 1943 | CFR București           | ILSA Timișoara               | Universitatea Cluj                         |
| 1944 | —                       |                              |                                            |
| 1945 | ILSA Timișoara          | Ferar Cluj                   | CS Baia Mare                               |
| 1946 | ILSA Timișoara          | Ferar Cluj                   | Dermagant Târgu Mureș                      |
| 1947 | ILSA Timișoara          | BEAC Cluj                    | Libertatea Oradea                          |
| 1948 | ILSA Timișoara          | RATA Târgu Mureș             | PMB București                              |
| 1949 | ILSA Timișoara          | RATA Târgu Mureș             | Metalul Cluj                               |
| 1950 | Flamura Roșie Timișoara | Metalul Cluj                 | Progresul Târgu Mureș                      |
| 1951 | Flamura Roșie Timișoara | Progresul Târgu Mureș        | Metalul Cluj                               |
| 1952 | CCA București           | Dinamo București             | Progresul Târgu Mureș                      |
| 1953 | CCA București           | Flamura Roșie Timișoara      | Progresul Târgu Mureș                      |
| 1954 | CCA București           | Progresul Tîrgu Mureș        | Dinamo Tîrgu Mureș                         |
| 1955 | CCA București           | Progresul Tîrgu Mureș        | Dinamo București                           |
| 1956 | CCA București           | Progresul Tîrgu Mureș        | Dinamo București                           |
| 1957 | Dinamo București        | Știința Cluj                 | CCA București                              |
| 1958 | Dinamo București        | CCA București                | ILEFOR Tîrgu Mureș                         |
| 1959 | Dinamo București        | CS Oradea                    | CCA București                              |
| 1960 | Dinamo București        | CS Oradea                    | Progresul București                        |
| 1961 | Dinamo București        | Știința Cluj                 | Crișana Oradea                             |
| 1962 | Dinamo București        | Steaua București             | Știința Cluj                               |
| 1963 | Dinamo București        | Steaua București             | Știința Cluj                               |
| 1964 | Dinamo București        | Steaua București             | Crișul Oradea                              |
| 1965 | Dinamo București        | Steaua București             | Crișul Oradea                              |
| 1966 | Dinamo București        | Steaua București             | Rapid București                            |
| 1967 | Dinamo București        | Steaua București             | Rapid București                            |
| 1968 | Dinamo București        | Steaua București             | Rapid București                            |
| 1969 | Dinamo București        | Steaua București             | Rapid București                            |
| 1970 | Dinamo București        | Steaua București             | Rapid București                            |
| 1971 | Dinamo București        | Rapid București              | IEFS București                             |
| 1972 | Rapid București         | Dinamo București             | Voința Cluj                                |
| 1973 | Dinamo București        | Rapid București              | Voința Cluj                                |
| 1974 | Dinamo București        | Rapid București              | Voința Cluj                                |
| 1975 | Rapid București         | Dinamo București             | Voința Cluj                                |
| 1976 | Rapid București         | Dinamo București             | Voința Cluj                                |
| 1977 | Rapid București         | Dinamo București             | Voința Cluj                                |
| 1978 | Dinamo București        | Rapid București              | Voința Cluj                                |
| 1979 | Dinamo București        | Voința Cluj                  | Rapid București                            |
| 1980 | Dinamo București        | Rapid București              | Voința Cluj                                |
| 1981 | Rapid București         | Dinamo București             | Crișul Oradea                              |
| 1982 | Dinamo București        | Crișul Oradea                | Rapid București                            |
| 1983 | Dinamo București        | Crișul Oradea                | Rapid București                            |
| 1984 | Dinamo București        | Crișul Oradea                | Rapid București                            |
| 1985 | Crișul Oradea           | Dinamo București             | Rapid București                            |
| 1986 | Crișul Oradea           | Dinamo București             | Rapid București                            |
| 1987 | Dinamo București        | Crișul Oradea                | Steaua București                           |
| 1988 | Dinamo București        | Crișul Oradea                | Steaua București                           |
| 1989 | Dinamo București        | Steaua București             | Crișul Oradea                              |
| 1990 | Dinamo București        | Steaua București             | Crișul Oradea                              |
| 1991 | Steaua București        | Crișul Oradea                | Dinamo București                           |
| 1992 | Steaua București        | Dinamo București             | Crișul Oradea                              |
| 1993 | Steaua București        | Dinamo București             | Rapid București                            |
| 1994 | Steaua București        | Dinamo București             | Rapid București                            |
| 1995 | Steaua București        | Dinamo București             | Rapid București                            |
| 1996 | Dinamo București        | Rapid București              | Steaua București                           |
| 1997 | Dinamo București        | Astra Arad                   | Steaua București                           |
| 1998 | Dinamo București        | Steaua București             | Astra Arad                                 |
| 1999 | Dinamo București        | Steaua București             | Crișul Oradea                              |
| 2000 | Dinamo București        | Steaua București             | Crișul Oradea                              |
| 2001 | Rapid București         | Dinamo București             | Crișul Oradea                              |
| 2002 | Rapid București         | Dinamo București             | Crișul Oradea                              |
| 2003 | Rapid București         | Dinamo București             | Crișul Oradea                              |
| 2004 | Rapid București         | Steaua București             | CSM Oradea                                 |
| 2005 | Steaua București        | Rapid București              | CSM Oradea                                 |
| 2006 | Steaua București        | CSM Oradea                   | Rapid București                            |
| 2007 | CSM Oradea              | Dinamo București             | Steaua București                           |
| 2008 | CSM Oradea              | Dinamo București             | Steaua București                           |
| 2009 | CSM Oradea              | Steaua București             | Dinamo București                           |
| 2010 | CSM Oradea              | Dinamo București             | Steaua București                           |
| 2011 | CSM Oradea              | Steaua București             | Dinamo București                           |
| 2012 | CSM Oradea              | Dinamo București             | Steaua București                           |
| 2013 | CSM Oradea              | Dinamo București             | Steaua București                           |
| 2014 | CSM Oradea              | Steaua București             | Dinamo București                           |
| 2015 | CSM Oradea              | Steaua București             | Sportul Studențesc București               |
| 2016 | Steaua București        | CSM Oradea                   | Sportul Studențesc București               |
| 2017 | Steaua București        | CSM Oradea                   | Dinamo București                           |
| 2018 | Steaua București        | CSM Oradea                   | Sportul Studențesc Brașov                  |
| 2019 | Steaua București        | CSM Oradea                   | Sportul Studențesc Brașov                  |
| 2020 | Steaua București        | CSM Oradea                   | Dinamo București                           |
| 2021 | Steaua București        | CSM Oradea                   | Dinamo București                           |
| 2022 | Steaua București        | CSM Oradea                   | Dinamo București                           |
| 2023 | Steaua București        | CSM Oradea                   | Dinamo București                           |
| 2024 | Steaua București        | Dinamo București             | CSM Oradea                                 |
| 2025 | CSM Oradea              | Steaua București             | Dinamo București                           |

### Bajnoki címek megoszlás szerint
| Hely | Csapat                         | Címek |
| ---- | ------------------------------ | ----- |
| 1    | Dinamo București               | 32    |
| 2    | Steaua București (CCA)         | 21    |
| 3    | Rapid București (CFR)          | 13    |
| 4    | CSM Oradea                     | 10    |
| 5    | ILSA Timișoara (Flamura Roșie) | 7     |
| 6    | Universitatea Cluj             | 4     |
| 7    | CS Târgu Mureș                 | 2     |
| 7    | Viforul Dacia București        | 2     |
| 7    | Crișul Oradea                  | 2     |
| 10   | Oradea                         | 1     |